# 実相寺 (古河市)
実相寺（じっそうじ、旧字体：實相寺）は、茨城県古河市水海にある日蓮宗の寺院。山号を宝樹山という。本尊は大曼荼羅。旧本山は、大本山法華経寺。

## 歴史

### 起源（水海・柳原）
実相寺の『録記』・『実相寺略縁起』によれば、南北朝時代の応安元年（1368年）、中山法華経寺四院家のひとつ法宣院の第三世・日英が水海の小字柳原に開山し、のちに日親が中興開山したとされる。柳原は水海城（旧）の西隣で、現在地の内水海より南方、利根川近くにあった。両縁起では同寺の前史として、奈良時代の神亀3年（726年）に行基により開かれ、のちに空海が一時滞在したときに真言宗、さらに鎌倉時代の文永2年（1265年）に日蓮宗に転じたとされる。　なお中興開山を応永3年（1396年）、日英によるとした解説もある 。
両縁起以外には、寺の起源に関する史料や什物等は残されておらず、行基や空海については他の文書による裏付けがない。しかし日英を開山とする記述については、関宿（現野田市）の実相寺にも同様の由緒があることから、何らかの史実を反映すると考えられる。水海は古河公方重臣・簗田氏の拠点であり、関宿実相寺は簗田持助の関宿移封時に別建されていることから、水海実相寺と関宿実相寺は起源が同じである。
当寺院の成立と発展に関しては、日英教団の活動、および簗田氏の城下町・水海の発展が大きく影響している。さらに水海柳原は常陸川・香取内海水系最奥部の港湾都市であったことから、商工業者を中心とする日蓮宗信者集団がこの寺の起源と発展に関わったと考えられている。

### 現在地への移転後（水海・内水海）
天正2年（1574年）、簗田氏と後北条氏が争った第3次関宿合戦の兵火にさらされたが、のちに類焼を免れた伽藍を同じ水海村の内水海に移転し、現在に至る（『猿島郡香取村郷土誌』、明治44年編纂）。なお天正18年（1590年）、豊臣秀吉による小田原攻めの際に、水海城の落城とともに兵火にあい堂宇が焼失し、現在地に移転したとする解説もある。
江戸時代の朱印地は5石。慶長9年（1604年）と推定される伊奈忠次黒印状には、寺領 5石を寄進したことが記されている。のちの慶安元年（1648年）、徳川家光の朱印状を得ており、その後の歴代将軍分とあわせて8通の朱印状写が残されている。江戸時代を通じて寺領 5石を安堵されたことが分かる。当時の経済基盤としては、この朱印地の他にも、買添地からの年貢・小作料、修堂金貸付などの金融行為、檀徒の葬儀や施餓鬼法会などの供養料があった。 
檀家は塚崎村（現在の境町）、水海村（町水海、内水海）を中心に分布。古河の人も若干数含まれた。明治 3年（1870年）の檀家は41件であった（『社寺取調類纂』46-172）。

## 交通
- 鉄道
  - JR宇都宮線（東北本線）古河駅　東口から約 8km
    - タクシー20分
    - 徒歩100分
    - 同駅西口にて市内観光用無料レンタル自転車「コガッツ」利用可[5]
    - バス利用の場合は、同駅西口にて朝日バス境車庫行き乗車・水海寺前下車・徒歩3分（約0.2km）

  - JR宇都宮線（東北本線）栗橋駅　東口から約 8km
    - 徒歩100分